# عداد نيوترينو

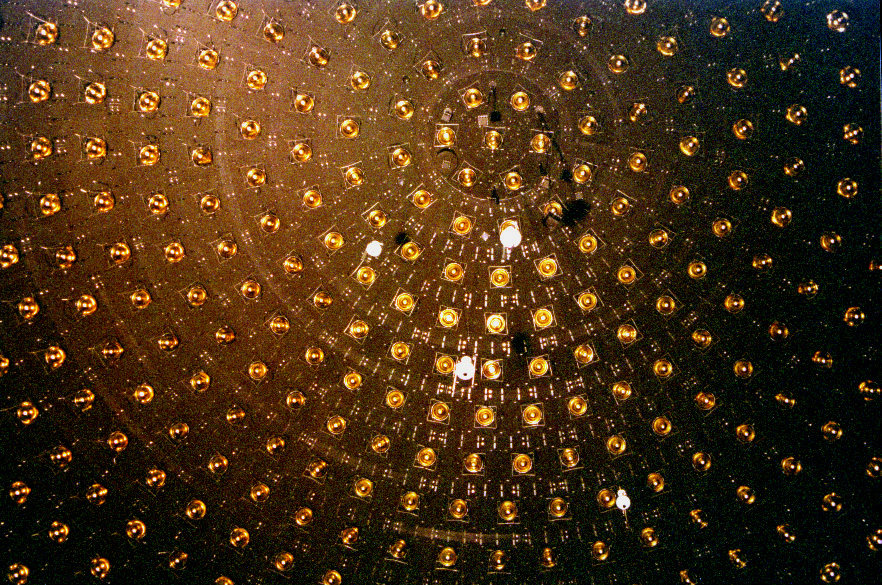

عداد النيوترينو (بالإنجليزية: Neutrino detector)‏ في فيزياء الجسيمات هو جهاز تدرس به النيوترينوات. ونظرا لأن النيوترينوات لها تآثر ضعيف مع الجسيمات الأخرى للمادة فإن عداد النيوترينو يتخذ أحجاما كبيرة جدا من أجل تسجيل عدد مناسب من النيوترينوات.
وتبنى عدادات النيوترينو عادة تحت الأرض بغرض حجب العداد من الأشعة الكونية ومن اشعاعت الخلفية الأخرى. ويعتبر مجال الدراسة الفلكية للنيوترينو ما زال في مهده، وكان المصدران الوحيدان الذي أثبتت إصدارها للنيوترينوات هما الشمس ومستعر أعظم 1987 أي.
وقد استخدمت طرق متعددة لعد النيوترينوات. وتجربة سوبر كاميوكاندي التي تجرى في اليابان عبارة عن خزان كبير ممتلئ بالماء ويحوطه من الداخل عدادات الفوتونات التي ترى وتسجل إشعاع شيرنكوف التي تصدر عندما ينتج النيوترينو القادم إلكترون أو ميون في الماء. كما يعمل مرصد يودبوري للنيوترينوات بطريقة مشابهة، ولكنه يستخدم ماء ثقيل كوسط لعد النيوترينوات. وتوجد عدادات أخرى تتكون من أحجام كبيرة من الكلور أو الجاليوم والتي تفحص دوريا لمراقبة تولد الآرجون أو بالتالي الجرمانيوم التي تتولد عن طريق تفاعل النيوترينوات مع الوسط الأصلي. وتستخدم تجربة مينوس MINOS بلاستيك صلب وميضي متصل بصمام تضخيم ضوئي، كما سوف تستخدم تجربة نوفا المقترحة سائل وميضي ومتصل بدايود ضوئي شلالي.
أما الطريقة المقترحة للكشف عن النيوترينو بواسطة تاثير الصوت الحراري فهي لا تزال محط النقاش والدراسة بالتعاون مع الفيزيائيين العاملين في تلسكوب أنتاريس (ANTARES (telescope) وفي تجربة مكعب الثلج بالقطب الجنوبي.

## النظرية
تتفاعل النيوترينوات عن طريق التيار المتعادل (حيث يُتبادل بوزون Z) أو عن طريق التيار المشحون (حيث يُتبادل بوزون W) في تآثر ضعيف.
- وفي تفاعل التيار المتعادل يترك النيوترينو العداد بعد إعطائه لجزء من طاقته وكمية حركته إلى جسيم الهدف. فإذا كان الهدف جسيم مشحونا وخفيف في نقس الوقت (مثل الإلكترون) فقد يسرعه إلى سرعة قريبة من سرعة الضوء، وبذلك يشع الإلكترون إشعاع شيرنكوف ويمكن مشاهدتها مباشرة. ومثل هذا التفاعل يمكن أن تجرية الثلاثة نكهات للنيوترينو بغض النظر عن طاقتهم. ولكن لا ينتج عن مثل هذا التفاعل أي معلومات عن نكهة النيوترينو.
- وفي تفاعل التيار المشحون يتحول النيوترينو إلى شريكه لبتون (إلكترون أو ميون أو تاوون). ولكن إذا لم يكن النيوترينو في طاقة عالية تكفي لتوليد كتلة شريكه الكبيرة، فلا يستطيع الدخول في تفاعل التيار المشحون.

وتكفي طاقة النيوترينوات الناشئة في الشمس أو في مفاعل نووي لتوليد إلكترونات. كما يمكن لمعظم المعجلات إصدار نيوترينوات التي تولد ميونات، وقلة منها تستطيع توليد تاوونات. ويستطيع عداد تكون في قدرته التمييز بين تلك اللبتونات تعيين نكهة النيوترينو الساقط في تفاعل التيار المشحون. ونظرا لأن التآثر يشمل تبادل بوزون مشحون، فإن الجسيم الهدف يغير بالتالي صفاته (مثل أن يتحول النيوترون إلى بروتون).

## تقنيات القياس

### العداد الوميضي
اكتشفت نقيض النيوترينو لأول مرة عام 1956 بالرب من أحد المفاعلات النووية. واستخدم فريدريك راينس وكلايد كووان هدفا عبارة عن محلولين لكلوريد الكادميوم في الماء.وقاما بوضع عدادين وميضيين بالقرب من الهدف الكادميوم. فأنتج نقيض النيوترينوات ذات طاقة تتعدى 8و1 مليون إلكترون فولت نقيض النيوترينوات تفاعلات التيار المشحون مع البروتونات الموجودة في الماء (نواة الهيدروجين) فأنتجت بوزيترون ونيوترون.
واصتدم البوزيترون (وهو نقيض الإلكترون) وأفنى كل واحد الآخر ونشأعنهما شعاعين من أشعة غاما، تبلغ طاقة كل منهما 5و0 مليون إلكترون فولت. وقد سجلت هذه الاشعة بواسطة العدادات الوميضية. أما النيوترينوات الناشئة عن التفاعل فقد امتصتها أنوية الكادميوم منتجة هي الآخرى أشعة غاما ذات طاقة قدرها 8 ملايين إلكترون فولت، وسُجلت أشعة غاما هذه عدة ميكروثانية بعد صدور الفوتونات الناتجة من إفناء البوزيترون.

### عداد شيرينكوف
تستخم عدادات الصورة الدائرية ظاهرة إشعاع شيرنكوف التي نصدرها جسيمات تطير بسرعة أكبر من سرعة الضوء في الوسط. وفي تلك التجارب تستخدم خزانات كبيرة ممتلئه بمادة شفافة مثل الماء أو الثلج وتحاط الجوانب الداخلية للخزان بصمامات التضخيم الضوئي الحساسة للضوء.
وينشأ جسيم لبتون مشحون من طاقة عالية كافية فإنه يطير بسرعة أكبر من سرعة الضوء في الوسط (مثل الماء، مع أن سرعته في الفراغ تكون أقل من سرعة الضوء في الفراغ). وهذا اللبتون السريع جدا يُنتج إشعاع شيرنكوف في اتجاه حركته ويمكن لصامات التضخيم الضوئي تسجيله. وتظهر صورة تلك الإشعاعات في هيئة حلقات على جدران الخزان من الداخل التي تسجلها صمامات التضخيم الضوئي. ومن تلك الصور يمكن معرفة اتجاه، وطاقة وأحيانا نكهة النيوترينو المتسبب لها.
وقد أجريت تجربتان كل منهما عبارة عن خزان ممتلئ بالماء، تجربة سوبر كاميوكاندي، وعداد إيرفينج-متشيجان-بروكهافن، وسجل كل منهما نيوترينوات صادرة من مستعر أعظم 1987 أي. وبعد ذلك استطاعت تجربة كاميوكاندي تسجيل نيوترينوات الشمس أيضا. وأكبر تجربة من تلك التجارب هي تجربة سوبر كاميوكاندي. ويستخدم هذا العداد 50.000 طن من الماء النقي وهو محاط بعدد 11.000 من صمامات التضخيم الضوئي يبلغ ثمن الواحد منها نحو 3.000 دولار أمريكي.
- ويستخدم تلسكوب انتاريس (ANTARES (telescope) المبني على البحر الأبيض المتوسط في فرنسا تقنية عداد شيرينكوف وهو يعمل منذ 30 مايو 2008. وهو يستخدم ماء البحر ككتلة للقياس.
- كذلك مصفوف عدادات الميون والنيوترينو بالقطب الجنوبي (AMANDA) تستخدم تقنية العد بطريقة إشعاع شيرنوف، وقد أجريت القاسات بين 1996 - 2004.

### قياس حرارة المسار
تستخدم تجربة مينوس MINOS لقياس حرارة المسار Tracking calorimeters طيقات متتالية من المادة الممتصة للنيوترينو ومادة العداد. وتقوم العدادات بقياس المسار الحادثة في الطبقات المتتالية. ويختار الحديد كمادة ممتصه حيث له كثافة عالية وقليل التكلفة كما أنه يتميز بخواص مغناطيسية.
ويتضمن إقراح تجربة نوفا NOνA الاستغناء عن الطبقات الممتصة لصالح زيادة حجم العداد. ويتكون العداد من سائل وميضي أو بلاستيك وميضي scintillator وتقوم صمامات التضخيم الضوئي بقياس الوميض، كما يفكر الفيزيائيون استخدام غرف التأين كمكشافات واللعد.
وتكون عدادات البولومترات المستخدمة لقياس مسارات الأشعة لجسيمات مجدية في حالة النيوترينوات ذات الطاقة العالية في حدود جيجا إلكترون فولت (1000 مليون إلكترون فولت). فتظهر عند تلك الطاقة تفاعلات التيار المتعادل في هيئة السيل أو الشلال لجسيمات الهادرونات كما يمكن معرفة تفاعلات التيار المشحون عن طريق قياس مسارات اللبتونات المشحونة الناتجة.
ويترك ميون ناتج من تفاعل تيار مشحون مسارا طويلا يمكن قياسه. وعن طريق قياس طول المسار ونصف قطر انحنائه في المجال المغناطيسي يمكن تعيين طاقة الميون وشحنته ({\displaystyle \mu ^{+}} و{\displaystyle \mu ^{-}}). ويُنتج إلكترون في العداد سيل من الاشعة الكهرومغناطيسية ويمكن التمييز بينها وبين شلالات الهادرونات إذا كانت أحجام العدادات المستخدمة صغيرة بالمقارنة بطول واتساع شلال الجسيمات.

## تخفيض تأثيرالأشعة الكونية
لا بد وأن تأخد أي تجربة للنيوترينو في حسابها التأثير المشوشر للأشعة الكونية التي تصيب الأرض دائما. وتستخدم تجارب النيوترينو عالية الطاقة (أكبر من 50 مليون إلكترون فولت عدادات للاشهة الكونية محيطة بمكشاف النيوترينو. وهذه العدادات تبين وقت دخول اشعة كونية في المكشاف الرئيسي للنيوترينوات، في ذلك الوقت لا تؤخذ نتائج قياس النيوترينو في الحسبان بسبب الشوشرة الحادثة.
والوضع المثالي لتلك التجارب هو بناء المكشاف في طبقات الأرض العميقة بحيث تحجب الطبقات الصخرية الموجودة فوق المكشاف الأشعة الكونية عنه أو تخفضها إلى حد مقبول.

## اقرأ أيضا
- تجربة مكعب الثلج
- تجربة أطلس
- تجربة سوبر كاميوكاندي
- مكشاف مصادم فيرميلاب
- عداد جايجر
- غرفة سلكية
- عداد شيرينكوف
- عداد وميضي
- عداد تناسبي
- عداد شبه الموصلات
- عداد جسيمات
- إشعاع مؤين
- مشروع دوماند